# Eudromidia hendersoni
Eudromidia hendersoni is een krabbensoort uit de familie van de Dromiidae. De wetenschappelijke naam van de soort is voor het eerst geldig gepubliceerd in 1921 door Stebbing.